# NGC 2860
NGC 2860 est une galaxie spirale barrée barrée située dans la constellation du Lynx. NGC 2860 a été découverte par l'astronome français Édouard Stephan en 1884.

## Caractéristiques
Sa vitesse par rapport au fond diffus cosmologique est de 4 451 ± 16 km/s, ce qui correspond à une distance de Hubble de 65,6 ± 4,6 Mpc (∼214 millions d'al).
NGC 2860 présente une large raie HI et elle renferme des régions d'hydrogène ionisé.
Selon la base de données Simbad, NGC 2860 est une galaxie active qui contient possiblement un quasar.